# Standard Fahrzeugfabrik

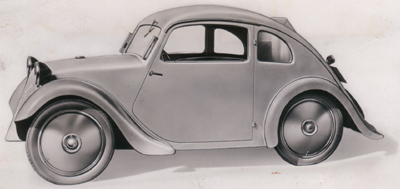
Standard Superior, 1934.

Standard Fahrzeugfabrik GmbH foi um fabricante de automóveis da Alemanha com sede em Ludwigsburgo, de 1933 a 1939.
A empresa era de propriedade de Wilhelm Gutbrod. Ele adquiriu uma licença de fabricação de Josef Ganz para projetar o Standard Superior, um carro pequeno aerodinâmico com motor traseiro de dois tempos, com dois cilindros e 396 cc, com potência de 12 hp. Havia uma variante do carro com um motor de 494 cc e 14 hp. O carro tinha suspensão independente.
A produção de automóveis de passageiros terminou em 1935, mas a empresa fabricou vagões e vans até 1939.